# Maroons Football Club
Ne pas confondre avec le Prisons SC, club de football tanzanien
Maillots
Le Maroons Football Club est un club ougandais de football basé à Kampala, la capitale du pays. Il compte à son palmarès deux titres de champion d'Ouganda, remportées à la fin des années 1960, sous le nom de Prisons FC.

## Histoire
Fondé en 1965 sous le nom de Prisons FC Kampala, le club est un des clubs fondateurs du championnat national, dont l'édition inaugurale démarre en 1968. Il remporte d'ailleurs les deux premiers championnats. En Coupe, le club est moins performant puisque son meilleur résultat est une finale perdue lors de l'édition 1980. En 1977, le club change de nom et devient le Marrons Football Club. Dix ans plus tard, en 1987, la dernière place du classement le mène en deuxième division, mettant fin à une présence ininterrompue parmi l'élite depuis dix-huit saisons. L'absence en première division va durer pendant vingt ans puisque Maroons ne remonte qu'en 2007, pour une seule saison. La dernière apparition du club au plus haut niveau date de la saison 2011-2012, achevée sur une dixième place. La Ligue ougandaise de football choisit d'exclure l'équipe du championnat en 2012 après avoir échoué à se conformer à ses exigences.
Ses succès nationaux ont permis au Maroons FC de participer aux compétitions internationales. À la suite de son titre de champion en 1969, le club de Kampala participe à la Coupe d'Afrique des clubs champions dont il parvient à atteindre les quarts de finale en 1970. Son bilan continental est finalement mitigé, avec deux victoires en six rencontres.
Parmi les joueurs ayant porté le maillot du club, l'un d'eux a terminé meilleur buteur du championnat : il s'agit de Peter Babu en 1970. Maroons FC a compté également plusieurs internationaux comme Peter Okee et Denis Obua.

## Palmarès
- Championnat d'Ouganda (2)  
  - Vainqueur en 1968-1969 et 1969

- Coupe d'Ouganda
  - Finaliste en 1980

- Coupe d'Afrique des clubs champions :
  - Quart de finaliste en 1970